# Dipartimento di Meta
Il dipartimento di Meta è uno dei 32 dipartimenti della Colombia. Il capoluogo del dipartimento è Villavicencio.

## Geografia fisica
Il dipartimento di Meta confina (in senso orario partendo da nord) con i dipartimenti di Cundinamarca, Boyacá, Casanare, Vichada, Guaviare, Caquetá e Huila. Il fiume Meta e Upìa segna il confine con il dipartimento di Casanare a nord. Il territorio di Meta digrada dai contrafforti orientali della Cordigliera Orientale alle valli dei fiumi che scorrono verso l'Orinoco. Isolata nel settore sud-occidentale si eleva la Serrania La Macarena. La capitale è posta a nord-ovest, a circa 110 km di distanza dalla capitale nazionale Bogotà.

## Geografia antropica

### Suddivisioni amministrative
Il dipartimento di Meta si compone di 29 comuni:
- Acacías
- Barranca de Upía
- Cabuyaro
- Castilla la Nueva
- Cubarral
- Cumaral
- El Calvario
- El Castillo
- El Dorado
- Fuente de Oro
- Granada
- Guamal
- La Macarena
- Lejanías
- Mapiripán
- Mesetas
- Puerto Concordia
- Puerto Gaitán
- Puerto Lleras
- Puerto López
- Puerto Rico
- Restrepo
- San Carlos de Guaroa
- San Juan de Arama
- San Juanito
- San Martín
- Uribe
- Villavicencio
- Vista Hermosa